# Sergueï Abissov
Sergueï Vadimovitch Abissov (en russe : Сергей Вадимович Абисов ; né le 27 novembre 1967 à Simferopol) est l'ancien ministre du ministère de l'Intérieur de la république de Crimée et un colonel de police.

## Biographie
Il naît le 27 novembre 1967 à Simferopol. De 1986 à 1988, il sert dans les forces armées de l'URSS. Il commence son travail pour le ministère soviétique de l'Intérieur en tant qu'officier de police, commandant d'un bataillon distinct de la milice responsable de la sécurité privée (vnevedomstvennaya okhrana) en 1988. En 1999, il est diplômé de l'université d'État des affaires intérieures d'Odessa. Depuis février 1998, il fait partie du Département des enquêtes criminelles du ministère de l'intérieur de l'Ukraine en Crimée . Le 1er mars 2014, il devient chef par intérim du ministère de l'Intérieur de l'Ukraine en république autonome de Crimée. Près d'un mois plus tard, cependant, il devient ministre par intérim de l'intérieur de la république de Crimée. Par décret de Vladimir Poutine du 6 mai 2014, il est nommé ministre de l'Intérieur de la république de Crimée.
Renvoyé du ministère de l'Intérieur de l'Ukraine pour « haute trahison », les autorités ukrainiennes ont annoncé leur volonté d'arrêter Sergey Abisov. Il est soupçonné d'avoir commis des crimes en vertu de la partie 1 de l'article 109 du Code pénal ukrainien ("actions visant à modifier ou à renverser par la violence l'ordre constitutionnel ou la prise du pouvoir de l'État").
Le 4 juin 2018, il a été démis de ses fonctions. Il a été remplacé par Oleg Torubarov (ru).

## Sanctions
Sergueï Abissov est sanctionné par le gouvernement britannique en 2014 en relation avec la guerre russo-ukrainienne.
Il figure sur la liste des personnes sanctionnées par les États-Unis, le Canada, l'Union européenne, la Norvège, la Suisse et d'autres pays.